# Saxicola
Saxicola es un género de aves paseriformes de la familia Muscicapidae. Contiene 15 especies comúnmente conocidas como tarabillas. Se encuentran únicamente en el Viejo Mundo, y son insectívoras habitantes de los matorrales y herbazales abiertos con arbustos pequeños dispersos. El término Saxicola significa «morador de las rocas», del latín saxum, «roca» e incola «que habita en un lugar».

## Taxonomía

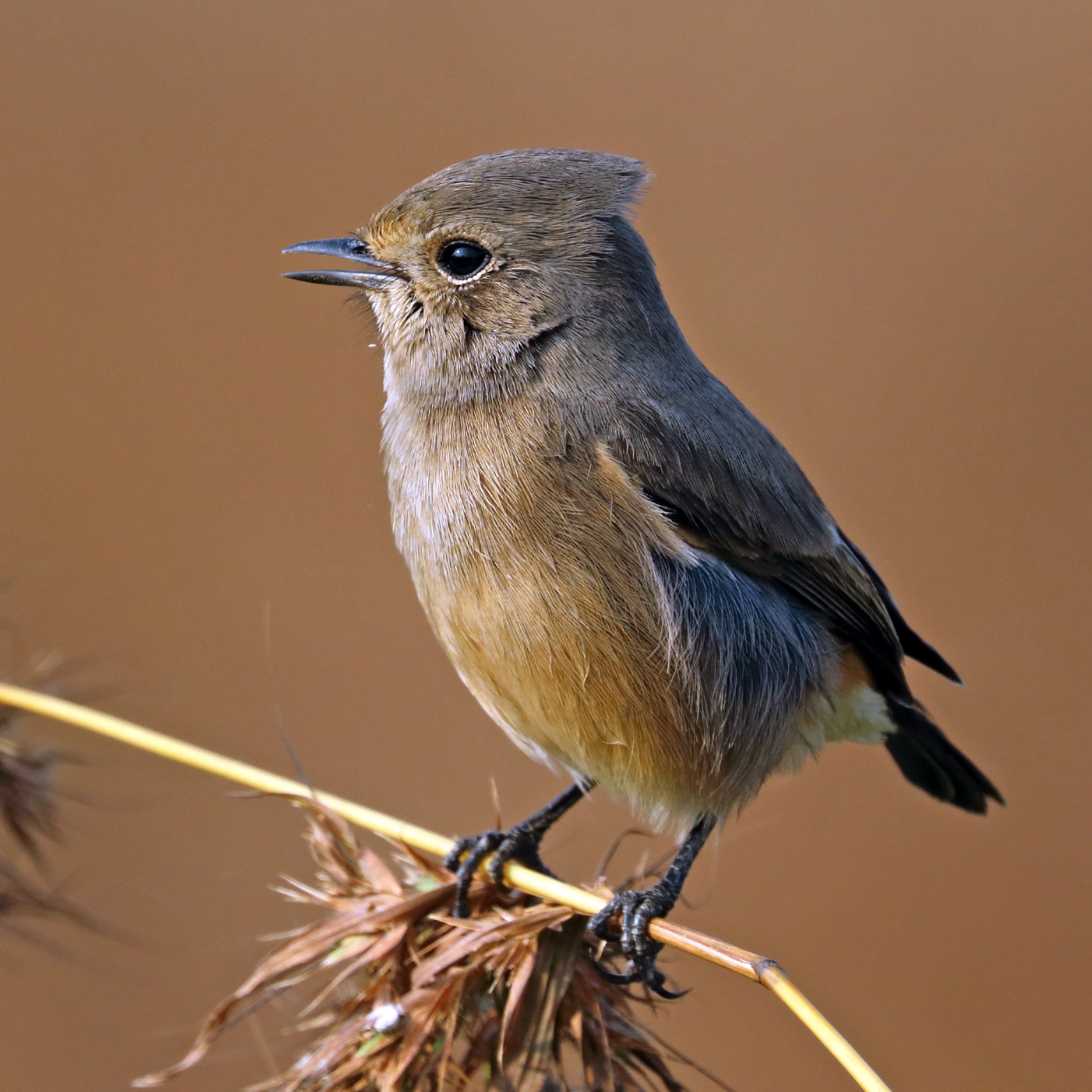
Tarabilla pía (Saxicola caprata).

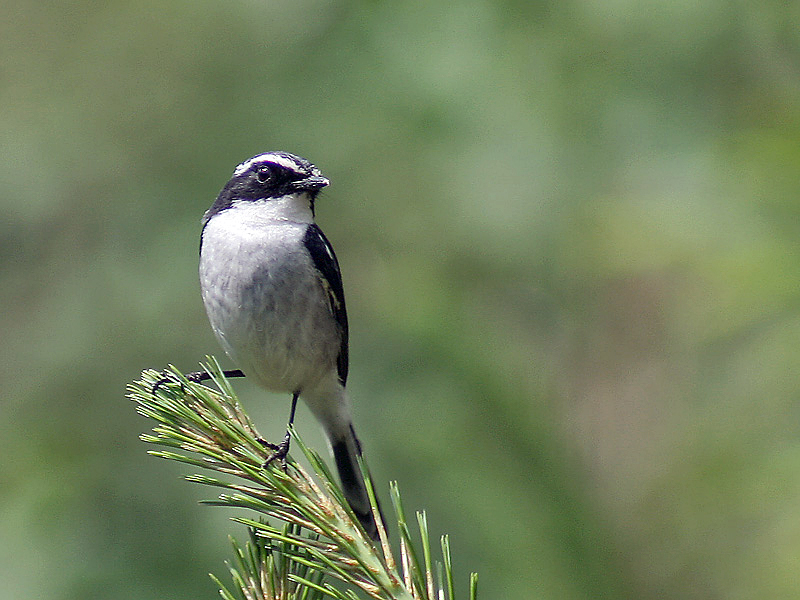
Tarabilla gris (Saxicola ferreus).

Anteriormente se incluía este género en la familia Turdidae, aunque este y otros géneros se trasladaron a la de los papamoscas (Muscicapidae).
También hubo cierta controversia respecto a la aceptación de algunas nuevas especies, que hasta el momento eran consideradas subespecies de S. torquatus. Una nueva revisión con la adición de evidencias por análisis de secuencias de citocromo b de ADN mitocondrial y de secuencias  de huella genética de microsatélites de ADN nuclear tuvo como resultado que no sólo la tarabilla canaria y la de Reunión son especies distintas (antes se las consideraba subespecies S. torquatus), sino que las subespecies S. t. torquatus (Saxicola torquatus), S. t. rubicola (Saxicola rubicola), y S. t. maurus (Saxicola maurus) también necesitaban ser separadas. Debido a una confusión inicial de la proveniencia de las subespecies estudiadas, al separar las especies, el nombre S. torquatus fue atribuido a la especie europea y  S. axillaris a la africana, pero solo por poco tiempo. Esta nueva división no ha sido todavía aceptadas por muchos organismos de protección y estudio de la naturaleza, aunque si por otros.
Tiene descritas 15 especies:
- Saxicola rubetra Linnaeus, 1758 - tarabilla norteña;
- Saxicola macrorhynchus Stoliczka, 1872 - tarabilla de Stoliczka;
- Saxicola insignis J.E. Gray & G.R. Gray 1847  - tarabilla de Hodgson;
- Saxicola dacotiae Meade-Waldo, 1889  - tarabilla canaria;
- Saxicola rubicola Linnaeus, 1766 - tarabilla común;
- Saxicola maurus (Pallas, 1773) - tarabilla de Siberia;
- Saxicola stejnegeri (Parrot, 1908) - tarabilla de Stejneger;
- Saxicola torquatus (Linnaeus, 1766) - tarabilla africana.
- Saxicola sibilla (Linnaeus, 1766) - tarabilla malgache;
- Saxicola tectes Gmelin, 1789  - tarabilla de Reunión;
- Saxicola leucurus Blyth, 1847 - tarabilla coliblanca;
- Saxicola caprata Linnaeus, 1766 - tarabilla pía;
- Saxicola jerdoni Blyth, 1867  - tarabilla de Jerdon;
- Saxicola ferreus Gray,JE & Gray,GR, 1847 - tarabilla gris;
- Saxicola gutturalis Vieillot, 1818 - tarabilla de Timor.